# Балтађешти (Констанца)
Балтађешти (рум. Băltăgești) насеље је у Румунији у округу Констанца у општини Круча. Oпштина се налази на надморској висини од 38 m.

## Становништво
Према подацима из 2002. године у насељу је живело 510 становника, од којих су сви румунске националности.